# Tipula compressiloba
Tipula compressiloba är en tvåvingeart som beskrevs av Alexander 1938. Tipula compressiloba ingår i släktet Tipula och familjen storharkrankar. Inga underarter finns listade i Catalogue of Life.